# Bewegung für Rechte und Freiheiten
Die Bewegung für Rechte und Freiheiten, DPS/ДПС (bulgarisch Движение за права и свободи, Dwischenie sa Prawa i Swobodi, türkisch Hak ve Özgürlükler Hareketi (HÖH)) ist eine Partei in Bulgarien, die in erster Linie die Interessen der türkischen Minderheit vertritt. Sie wird häufig vereinfacht als „Türkenpartei“ bezeichnet. Die türkische Minderheit bildet gemeinsam mit anderen muslimischen Minderheiten, wie den Pomaken, sowie Roma den Kern ihrer Wählerschaft. Sie wurde 1990 offiziell als Partei gegründet. Die Partei ist für mehrere Korruptionsfälle bekannt.
Nach der Parlamentswahl in Bulgarien 2013 stellte sie gemeinsam mit der Sozialistischen Partei die Regierung. Seit dem 24. Februar 2024 teilen sich Deljan Peewski und Dschewdet Tschakarow als Co-Vorsitzender die Führung der Partei. Während der nach dem Magnitsky Act sanktionierte Peewski nach innen auftreten soll, soll Tschakarow das Gesicht der Partei im Ausland sein. Im Laufe des Jahres 2024 kam zu einem Bruch und parteiinterner Machtkampf zwischen Peewski und dem Ehrenvorsitzender Dogan, der in der Spaltung der Partei führte. 
In der Folge wurde die von Peewski geführte Partei seitens der liberalen ALDE aus der Allianz und der Fraktion im Europaparlament ausgeschlossen und tritt seit 2024 verstärkt unter den Namen DPS - Nowo Natschalo/Bewegung für Rechte und Freiheiten - Neuer Anfang auf, die seit Anfang 2025 Teil der Fraktion im Europäischen Parlament, Patrioten für Europa ist.

## Geschichte

### Hintergründe und Anfänge
Die Partei entwickelte sich aus der Untergrundorganisation Türkische Nationale Befreiungsbewegung in Bulgarien (bulgarisch Турско национално-освободително движение в България), die zum Teil mit terroristischen Mitteln gegen die Politik der Bulgarisierung der türkischen Minderheit Widerstand leistete. Unter anderem wird sie für den Anschlag am 9. März 1985 auf den Zug Sofia–Burgas im Bahnhof Bunowo verantwortlich gemacht, der sieben Todesopfer forderte, darunter zwei Kinder. Heute ist keiner der Parteigründer in der Partei aktiv.

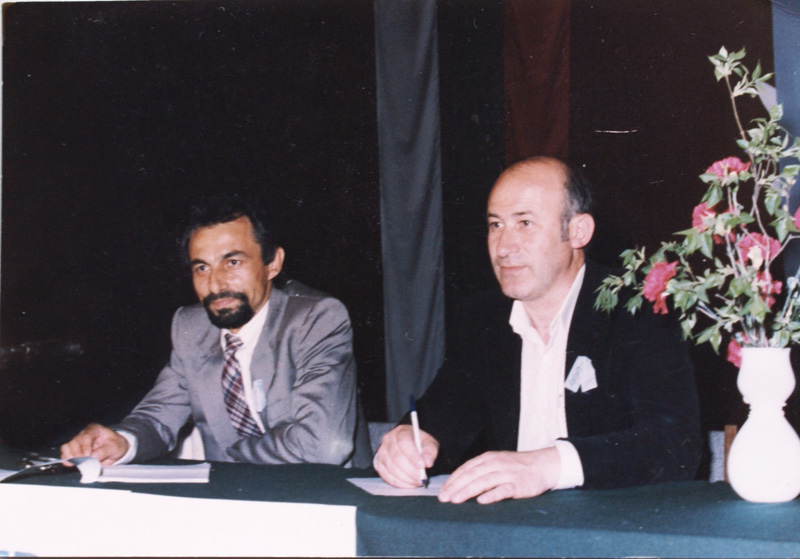
Ahmed Dogan und Yenal Bekir während der Gründungskonferenz

Die Partei Bewegung für Rechte und Freiheiten wurde 1990 mit Ahmed Dogan als Parteivorsitzender und Yenal Bekir als Parteisekretär gegründet. Ahmed Dogan und weitere Parteispitzen waren zu diesem Zeitpunkt aktive Mitarbeiter des bulgarischen Komitees für Staatssicherheit. Viele der Mitglieder der DPS waren zuvor in der Unabhängigen Gesellschaft zum Schutz der Menschenrechte aktiv, distanzierten sich jedoch von ihr, als Rumen Wodenitscharow (zu diesem Zeitpunkt aktiver Mitarbeiter der Staatssicherheit) ihren Vorsitz übernahm und sich die Partei nicht mehr für die Rechte der bulgarischen Muslime einsetzte.
Die DPS erzielt seit ihrer Gründung gleich bleibend stabile Ergebnisse um 7 % der Wählerstimmen und 20 der 240 Parlamentssitze und stellte damit meist die drittgrößte Fraktion nach den Konservativen und den Sozialisten. Bei den Wahlen 2001 erreichte die Bewegung mit 7,5 % der Stimmen 21 Mandate und trat in die Koalitionsregierung mit der Nationalen Bewegung Simeon der Zweite unter dem ehemaligen Zaren Simeon Sakskoburggotski ein. Bei den Wahlen 2005 konnte sie deutlich zulegen und erreichte 12,7 % und 34 Sitze, was auch an der niedrigen Wahlbeteiligung der nichtmuslimischen bulgarischen Bevölkerung lag. Damit war die DPS wiederum an der Regierung beteiligt, diesmal mit den Sozialisten und der Bewegung Simeon. Jedoch war ihre Regierungsbeteiligung von mehreren Korruptionsaffären begleitet. 2009 musste Vize-Innenminister Rauf Mustafa von der DPS sein Amt räumen, da er 50.000 Lewa (ca. 24.000 €) Bestechungsgeld von einem Geschäftsmann verlangt hatte.
Die DPS war von 2003 bis 2025 Mitglied der Liberalen Internationalen und von Dezember 2001 bis Dezember 2024 der Allianz der Liberalen und Demokraten für Europa, der früheren Europäischen Liberalen, Demokratischen und Reformpartei. Damit widersprach sie auch den Vorwürfen, eine rein ethnische Partei zu sein, die nach bulgarischem Recht nicht zulässig wäre, trotzdem wird sie vom großen Teil der bulgarischen Bevölkerung als die Türkenpartei bezeichnet. Traditionell kommen bei Wahlentscheidungen bis zu 100.000 Wählerstimmen für die DPS aus der in der Türkei lebenden bulgarisch-türkischen und pomakischen Gemeinschaft, was das Wahlergebnis beträchtlich beeinflusst.

### Wahlen 2009
Im Wahlkampf zu den Parlamentswahlen 2009 bezeichnete sich Dogan selbst als das Werkzeug, in dessen Händen die ganze Macht konzentriert sei, wogegen die Abgeordneten im Parlament über keine Macht verfügten: „Ich bin in der Regierung das Werkzeug, das den Firmen im Land ihre Portionen zuteilt.“
Bei den Wahlen 2009 haben die regierenden Parteien im Vorfeld versucht die Wahl zu manipulieren, indem das Stimmrecht der bulgarischen Staatsangehörigen, wohnhaft außerhalb der Landesgrenzen, überwiegend in Europa und USA, stark beschränkt wurde. So wurden zum Beispiel weltweit 259 Wahllokale eingerichtet, von denen allein in der Türkei 123 waren, wo ca. 240.000 Aussiedler aus Bulgarien dauerhaft leben; in Griechenland gab es dagegen nur 3 Wahllokale für ca. 380.000 bulgarische Staatsbürger; in Spanien 16 für ca. 35.000 bulgarische Staatsangehörige; in den USA 15 Wahllokale für ca. 800.000 Bulgaren, in Moldau 1 für ca. 30.000.
Die Aussagen Dogans und die seit Jahren andauernden Wahlmanipulationen führten zu einer Anti-Dogan-Stimmung, welche sich auf die DPS in Form von politischer Isolation seitens der anderen politischen Parteien des Landes auswirkte und zu einer ethnischen Konfrontation zwischen Bulgaren und Türken.
Die DPS konnte über 600.000 Wahlstimmen gewinnen und die restlichen fünf Mandate nach dem Mehrheitswahl-Prinzip für sich gewinnen. Damit wurde sie die drittstärkste Partei im Parlament und erreichte das beste Ergebnis in ihrer Geschichte. Ein Grund für das erreichte Ergebnis war die durch die Aussagen von Dogan entzündete Polarisierung, welche einerseits zu einer Anti-DPS-Stimmung unter den Parteien der Mehrheitsbevölkerung führte und anderseits zu einer Konsolidierung und Revitalisierung der Kernwählerschaft der Partei. So konnte die DPS auf die Stimmen der islamischen Minderheiten (ethnische Türken und Pomaken) und der Roma im Land, sowie auf die bulgarisch-türkische und pomakische Exilgemeinschaft zählen. 87 Prozent der im Land lebenden Türken wählten die DPS. Die DPS konnte dabei mehr als 100.000 Wählerstimmen aus dem Ausland für sich gewinnen, vor allem wählte sie die in der Türkei lebende bulgarisch-türkische und pomakische Gemeinschaft. Bei den Wahlen wurde der Partei erneut Wahlmanipulation im großen Stil in den von ihr dominierten Gebieten vorgeworfen.
Nach den Parlamentswahlen 2009 wurde bekannt, dass die DPS-Fraktion im bulgarischen Parlament die meisten Mitarbeiter des ehemaligen kommunistischen Geheimdienstes (kurz DS) hatte. Im November 2009 wurde die Immunität der Abgeordneten Günai Sefer und Mithat Tabakow aus der DPS-Fraktion im bulgarischen Parlament aufgehoben, da gegen sie ermittelt wurde und im Mai 2010 Anklage wegen Korruption und Veruntreuung öffentlicher Gelder erhoben.

### 2011
Die Isolation der DPS wurde auch 2010 deutlich, als der türkische Ministerpräsident Recep Tayyip Erdoğan bei seinem offiziellen Besuch in Bulgarien Anfang Oktober nicht mit Vertretern der Partei zusammentraf. Dies geschah zum ersten Mal in der Geschichte der Partei. Im Januar 2011 machte der Mitglied des Zentralrats und ehemalige Nummer zwei der Partei, Kasim Dal schwere Vorwürfe gegen den Politikstil des Parteiführers Ahmed Dogan und die Verbindungen der Partei zu den Strukturen des ehemaligen kommunistischen Geheimdienstes. In der Folge wurde er am Parteitag am 20. Februar 2011 aus der Partei ausgeschlossen. Dabei stellten sich die Strukturen der Partei in Bulgarien hinter ihren Vorsitzender, alle Strukturen der Partei in der Türkei und der Abgeordneter Korman Ismailow, auch Mitglied des Zentralrates, unterstützten ihrerseits Dal und forderten den Rücktritt Dogans. Dogan selbst hatte seit den Wahlen 2009 keine öffentlichen Auftritte.
Ende April wurde der Abgeordnete Ismailow aus der Fraktion der DPS im Parlament und kurz darauf aus der Partei ausgeschlossen. Anfang Juni wurde die Parteimitgliedschaft von weiteren sechs Unterstützern von Kasim Dal und seine Politik gekündigt. Unter den Ausgeschlossenen waren die vier Repräsentanten der Partei in der Türkei und Mitglieder des Zentralrates der Partei, sowie Wesselin Penew, langjähriger Vorsitzender der liberalen und parteinahe Stiftung Liberalna Integrazija.
Im Juli 2011 wurde der ehemalige Bürgermeister von Welingrad und Parlamentsabgeordnete der DPS, Fidel Baew durch eine Haftstrafe wegen Misswirtschaft verurteilt.
Vom 19. Januar 2013 bis zum 24. Dezember 2015 war Ljutwi Mestan Vorsitzender der Partei.

### Ab 2013
Wegen des Verdachts auf Geldwäsche und Steuerbetrug ermittelt die Staatsanwaltschaft im November 2013 gegen Hristo Bisserow. Er wurde am 7. November 2013 als Vizepräsident des Parlaments auf eigenen Antrag entlassen. Am 3. November 2013 hatte Bisserow bereits alle politischen Ämter sowie die DPS-Mitgliedschaft „aus persönlichen Gründen“ niedergelegt. Der als „Grauer Kardinal“ bekannte Politiker und sein Stiefsohn sollen unter anderem Geld auf Konten auf den Seychellen überwiesen haben.
Nach den Kommunalwahlen 2023 trat der Parteivorsitzende Mustafa Karadaja von allen seinen Ämtern überraschend zurück und Ahmed Dogan übernahm kommissarisch den Posten des Parteivorsitzenden. Kurz darauf wurde Deljan Peewski Vorsitzender der parlamentarischen Fraktion und kandidierte für den Vorsitz der Partei. Nach der Parlamentswahl im Juni 2024 kam es zu einem Führungsstreit zwischen Peewski und Dogan der zur Spaltung der parlamentarischen Gruppe führte. Dabei unterstützte Peewski eine Regierungsbildung der GERB-Partei unter Ministerpräsident Rossen Scheljaskow, während sich Dogan dagegen stellte.
Bei den Parlamentswahlen im Oktober 2024 traten beide Flügel der Partei getrennt an: der Flügel unter Peewski in der Koalition und unter den Namen Dwischenie sa Prawa i Swobodi – Nowo Natschalo sowie der Flügel unter Tschakarow und Dogan in der Koalition und unter den Namen Alians sa Prawa i Swobodi. Beide Flügel wurden ins Parlament gewählt und stellen zwei Parlamentsfraktionen.

## Vorsitzende
- Ahmed Dogan: 1990 – 19. Januar 2013
- Ljutwi Mestan: 19. Januar 2013 – 24. Dezember 2015[32][33]
- Mustafa Karadaja: 24. Dezember 2015 – 7. November 2023
- Ahmed Dogan: 7. November 2023 – 24. Februar 2024
- Deljan Peewski und Dschewdet Tschakarow: seit 24. Februar 2024

## Kritik an der Partei
2006 erklärte Ahmed Doğan öffentlich in einer Korruptionsdebatte, dass es um ihn und seine Partei einen „Kreis von Unternehmen“ (bulgarisch „обръч от фирми“) gibt. Im Herbst 2007 erklärte er nach der Regionalwahl, dass „Kaufen von Wählerstimmen ein europäisches Phänomen sei“ und dies ganz normal sei, wenn man eine Wahl gewinnen will. In beiden Fällen erfolgte kein juristisches Vorgehen.
Obwohl die Partei sich als liberal und offen für andere Bevölkerungsgruppen gibt, wird ihr vor und nach jeder Wahl in Bulgarien regelmäßig vorgeworfen, dass sie 15.000 bis 20.000 bulgarischstämmige Türken aus der Türkei nicht nur mobilisiert, sondern organisiert zu den Wahlurnen bringt. Dies wurde zum Teil von ehemaligen Mitgliedern der Partei bestätigt, so von dem früheren Minister Mehmet Dikme anlässlich der Bürgermeisterwahlen 2007 in Ardino und Kardschali.